# Pheidole obtusospinosa

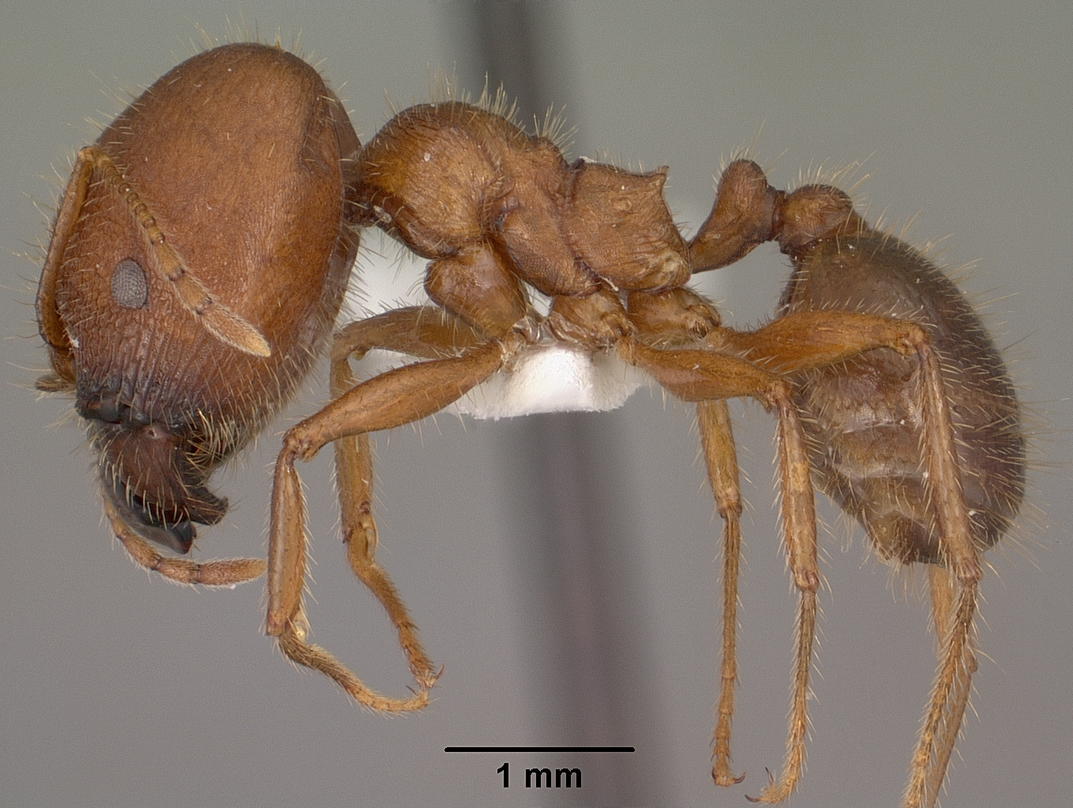
Солдат сбоку

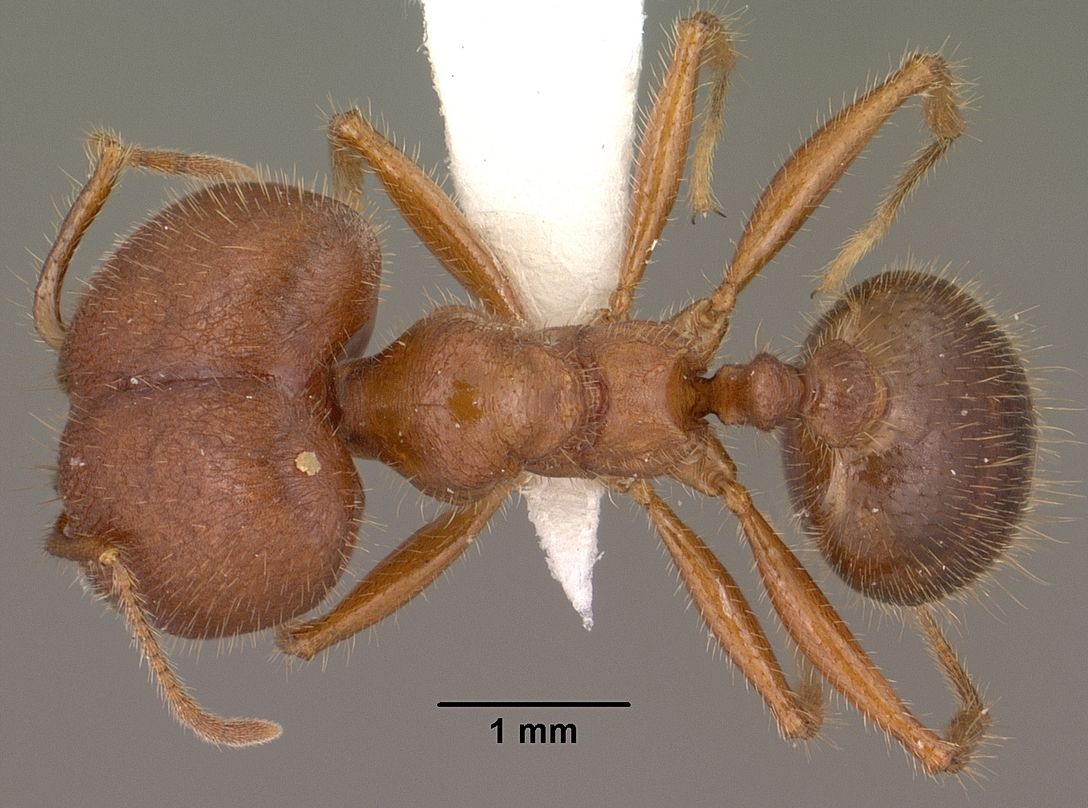
Солдат сверху

Pheidole obtusospinosa  (лат.) — вид муравьёв рода Pheidole из подсемейства Myrmicinae (Formicidae) с двумя кастами солдат: обычными и суперсолдатами. Обитают в Северной Америке. 

## Распространение
Неарктика: США, Мексика.
Известны в горных и пустынных регионах Мексики (от штата Наярит до Нуэво-Леон) и США — южная Аризона (на высотах от 300 до 1900 м), Нью-Мексико .

## Описание
Мелкие муравьи (рабочие имеют длину около 3 мм, солдаты около 5 мм) от желтоватого до красновато-коричневого цвета с характерными большеголовыми солдатами. Плечевые бугры переднеспинки развиты. Усики рабочих и самок 12-члениковые (13 у самцов) с 3-члениковой булавой. Ширина головы суперсолдат (HW) — 2,50 мм (длина головы — 2,36 мм), у обычных солдат ширина 1,44 мм (длина головы — 1,46 мм). Ширина головы мелких рабочих — 0,62 мм (длина головы — 0,80 мм). Скапус усика суперсолдат короткий, в 2 раза короче длины головы; у обычных солдат почти достигает затылочного края, а у мелких рабочих скапус очень длинный и почти вдвое длиннее головы. Проподеальные шипики заднегрудки короткие. Стебелёк между грудкой и брюшком состоит из двух члеников: петиолюса и постпетиолюса (последний четко отделен от брюшка).
В отличие от большинства диморфных видов рода Pheidole, имеют триморфную касту рабочих. Кроме обычных мелких (minor) и крупных рабочих или солдат (major) имеется 3-я субкаста особо крупных суперсолдат (supermajor). Чем старше муравьиная колония, тем крупнее размеры солдат и больше их численность. При общей средней численности семей N = 1,783 ± 572 муравьёв, общее количество солдат у P. obtusospinosa равно примерно 400, из которых 75% это обычные мелкие солдаты, а 25% это суперсолдаты.
Гнездятся под камнями или в почве с несколькими входами в гнездо. Обычно это песчаные почвы, включая дюны, но также и на скалистых суглинках. Расплод обнаруживается в гнёздах в марте. Подвергаются атакам кочевых муравьёв Neivamyrmex leonardi (род Neivamyrmex), не делая попыток защитить гнездо, но спасают потомство, унося его в безопасное место. Рабочие фуражируют, как днём, так и ночью, посещают внецветковые нектарники.

## Систематика
Вид был описан в 1896 году американским энтомологом немецкого происхождения Теодором Перганде (Theodore Pergande,1840-1916) и назван obtusospinosa по признаку наличия коротких притуплённых проподеальных шипиков. Pheidole obtusospinosa относится к видовой группе Pheidole pilifera Group и сходен с видом Pheidole hirtula.

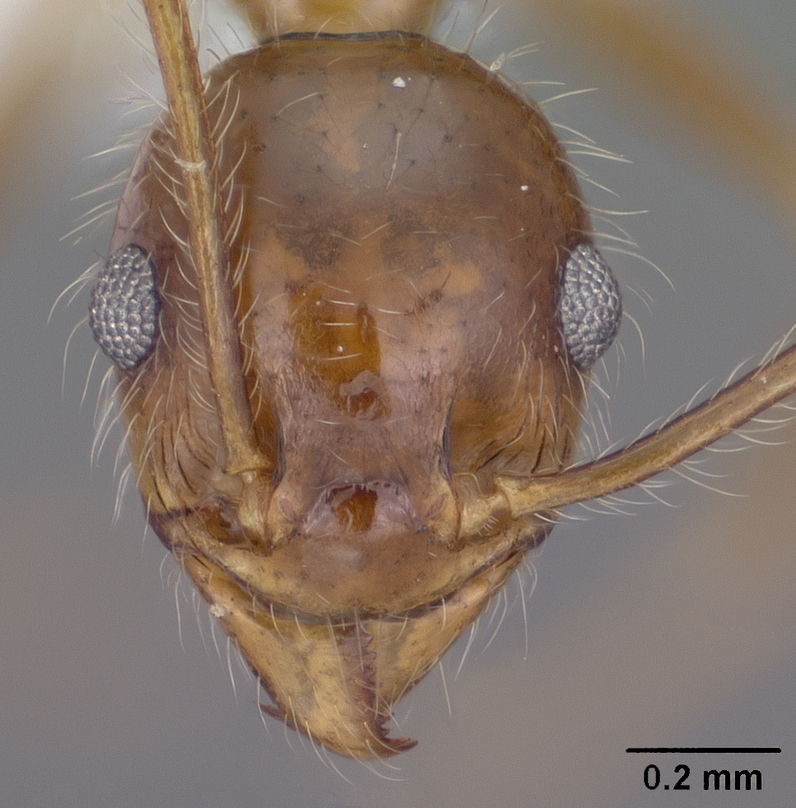
Голова рабочего
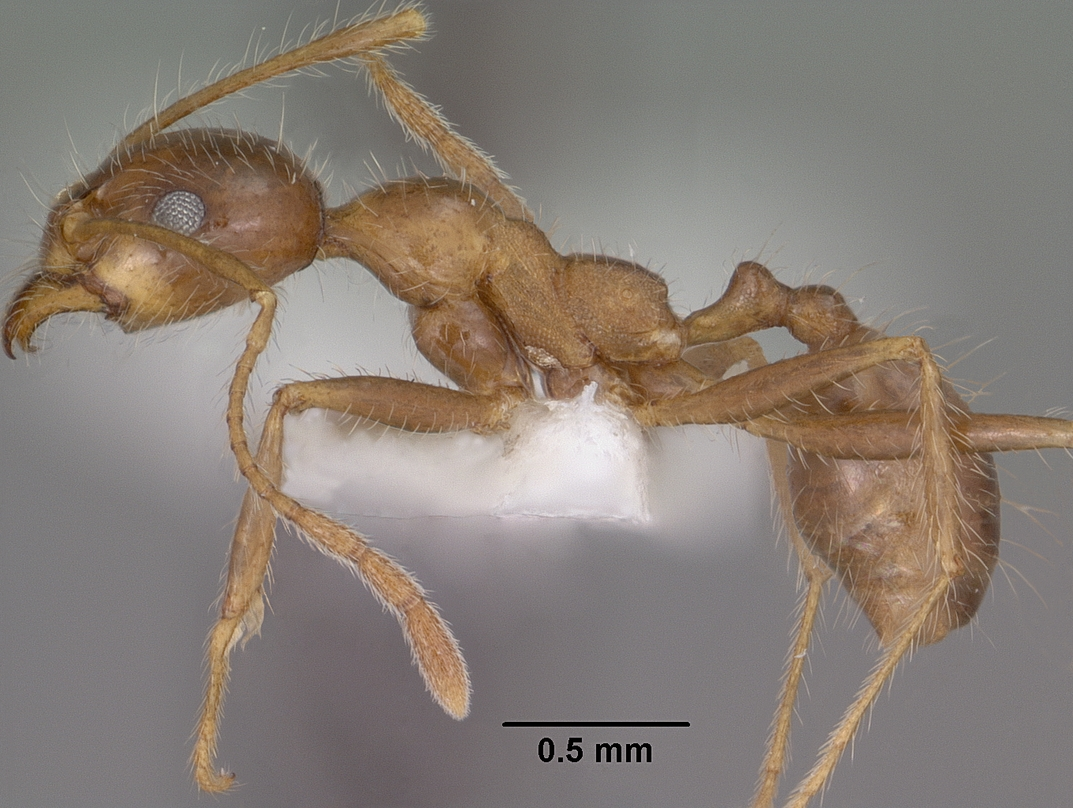
Рабочий сбоку
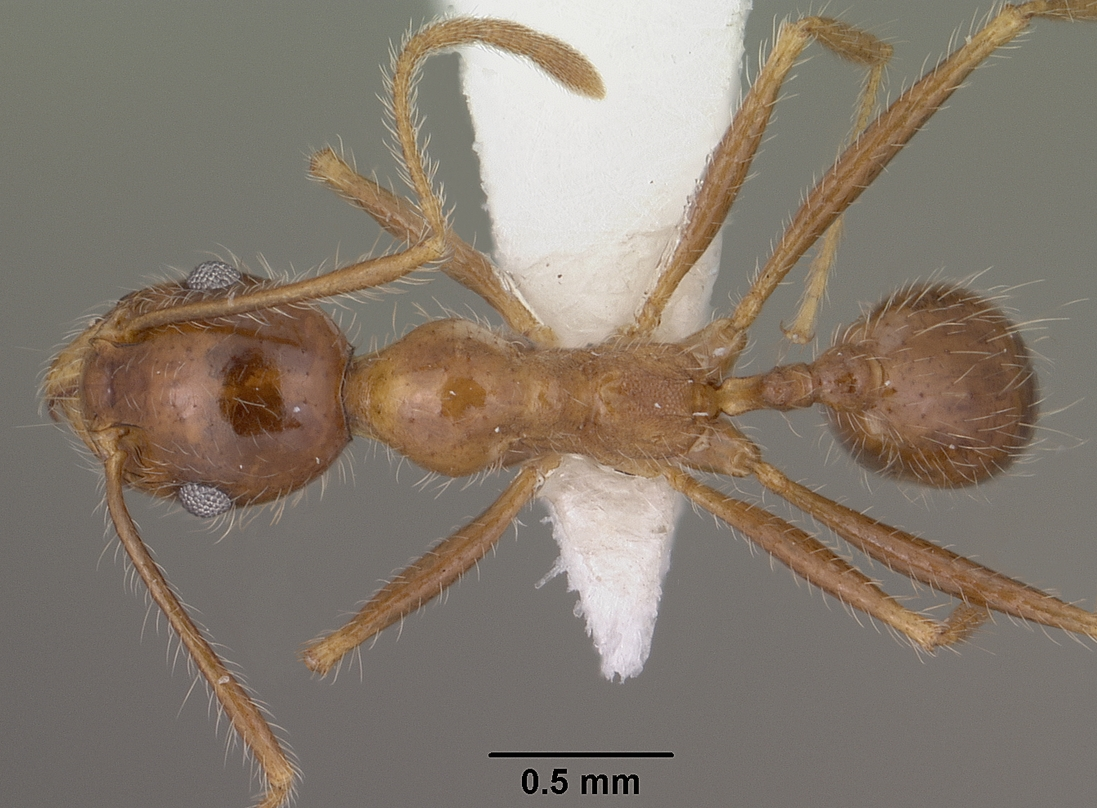
Рабочий сверху